# Фомкино (Смоленская область, станция)
Фомкино — станция в Вяземском районе Смоленской области России. Входит в состав Новосельского сельского поселения. Население — 7 жителей (2007).
Расположена в восточной части области в 8 км к северо-востоку от Вязьмы, в 2,5 км восточнее автодороги Р134 «Старая Смоленская дорога» Смоленск — Дорогобуж — Вязьма — Зубцов. В 0,1 км западнее населённого пункта расположен остановочный пункт Фомкино на линии Вязьма — Ржев.

## История
В годы Великой Отечественной войны станция была оккупирована гитлеровскими войсками в октябре 1941 года, освобождена в марте 1943 года.